# 促胰液素
促胰液素（英語：secretin）为史上首个被发现的激素。是由十二指肠分泌的含27个氨基酸的激素。它的产生可由多种因素刺激，其中最强的刺激信号是胃酸中的盐酸。这种激素可作用于胰腺导管和胆管系统，使其分泌水和碳酸氢盐，从而产生中和胃酸的效果。